# Double You
Double You ist ein italienisches Eurodance-Projekt, das in den frühen 1990er Jahren einige internationale Hits hatte.

## Geschichte
Der große Durchbruch kam mit der ersten Veröffentlichung 1992, einer Eurodance-Version des 13 Jahre zuvor erschienenen Hits von KC and the Sunshine Band Please Don’t Go. Das Lied wurde auf dem europäischen Kontinent ein Top-10-Hit, in Großbritannien und den USA machte eine zeitgleich veröffentlichte Version von K.W.S. den Italienern einen Strich durch die Rechnung. Die Engländer hatten in ihrer Heimat einen Nummer-1-Hit und hatten einen Millionenseller in den Staaten. Für Double You blieben dort nur mittlere Platzierungen in den Dance-Charts.
In Europa folgte dagegen mit We All Need Love gleich der nächste Tophit hinterher. Das gleichnamige Debütalbum war danach aber nur mittelmäßig erfolgreich. Die folgenden Singles erreichten ebenfalls nur noch niedrigere Platzierungen in Europa und das Interesse an der Band ließ nach. In den USA konnten sie 1994 mit Run to Me noch einen Dance-Hit landen und in Brasilien hielt ihre Popularität noch länger an, aber dann verließ DJ de Antoni die Band und Ende der 90er geriet sie langsam in Vergessenheit, auch wenn sie bis heute weiterhin Singles veröffentlicht.

## Bandmitglieder
- William Naraine (* 29. Dezember 1965 in London), Sänger
- Franco Amato (* 21. August 1963 in La Spezia), Musiker
- Andrea de Antoni (* 9. Oktober 1966 in La Spezia), DJ (bis 1996)
- Alessia Aquilani (Alexia), Sängerin
- Sandra Chambers, Sängerin (ab 1995)

## Diskografie
Alben
- 1992: We All Need Love
- 1994: The Blue Album
- 1996: Forever (nur Brasilien)
- 1998: Heaven
- 2001: Studio Live

Singles
- 1992: Please Don’t Go[4]
- 1992: We All Need Love
- 1992: Who’s Fooling Who
- 1993: With or Without You
- 1993: Missing You
- 1993: Part-Time Lover
- 1993: Why (Let’s Make It Christmas)
- 1994: Heart of Glass
- 1994: Run to Me
- 1995: Dancing with an Angel
- 1996: Send Away the Rain (nur Brasilien)
- 1996: If You Say Goodbye (nur Brasilien)
- 1996: Gimme All Your Love (nur Brasilien)
- 1996: Because I’m Loving You
- 1997: Somebody
- 1999: Do You Wanna Be Funky
- 1999: Ain’t No Stopping Us Now
- 1999: Desperado
- 2000: Music (Is the Answer)
- 2002: Eazy 2 Luv (vs. DJ Meme)
- 2002: Dance Anymore
- 2002: Please Don’t Go 2002
- 2003: Everything I Do (I Do It for You)
- 2005: You Are Everything
- 2005: Please Don’t Go 2005 (feat. Don Cartel)
- 2005: Get Up (mit DJ Ross)
- 2006: What Can I Do (vs. GM)
- 2006: Everything I Do (feat. Don Cartel)
- 2006: Beat Goes On (vs. DJ Ross)
- 2007: The Volume (vs. GM)
- 2007: To the Beat (vs. DJ Ross)
- 2007: Planet Electro (vs. CN)
- 2008: You, My Love (nur Brasilien)
- 2008: Lose Control (vs. GM)
- 2008: Change (vs. DJ Ross)
- 2009: Please Don’t Go 2009 (vs. DJ Ross)

## Auszeichnungen für Musikverkäufe
| Silberne Schallplatte - Frankreich - 1992: für die Single Please Don’t Go | Goldene Schallplatte - Brasilien - 1996: für das Album The Blue Album |

Anmerkung: Auszeichnungen in Ländern aus den Charttabellen bzw. Chartboxen sind in ebendiesen zu finden.
| Land/RegionAuszeichnungen für Musikverkäufe (Land/Region, Auszeichnungen, Verkäufe, Quellen) | Silber  | Gold     | Platin | Verkäufe | Quellen             |
| -------------------------------------------------------------------------------------------- | ------- | -------- | ------ | -------- | ------------------- |
| Brasilien (PMB)                                                                              | —       | Gold1    | —      | 100.000  | pro-musicabr.org.br |
| Deutschland (BVMI)                                                                           | —       | Gold1    | —      | 250.000  | musikindustrie.de   |
| Frankreich (SNEP)                                                                            | Silber1 | —        | —      | 125.000  | infodisc.fr         |
| Insgesamt                                                                                    | Silber1 | 2× Gold2 | —      |          |                     |